# Searsia horrida
Searsia horrida är en sumakväxtart som först beskrevs av Eckl. & Zeyh., och fick sitt nu gällande namn av Moffett. Searsia horrida ingår i släktet Searsia och familjen sumakväxter. Inga underarter finns listade i Catalogue of Life.